# Lophodelta
Lophodelta là một chi bướm đêm thuộc họ Erebidae.